# リサ・フィッシャー
リサ・フィッシャー（Lisa Fischer、1958年12月1日 - ）は、ニューヨーク出身のアメリカ合衆国の歌手。
ルーサー・ヴァンドロスのバックコーラス・ボーカリストとしてデビュー。その後、スティング、クリス・ボッティ、チャカ・カーン、ティナ・ターナー等の一流アーティストと共演。1991年にリリースしたアルバム『ソー・インテンス』がR&B部門チャートで1位に輝き、翌年のシングル「ハウ・キャン・アイ・イーズ・ザ・ペイン」では、グラミー賞を受賞。1987年、ミック・ジャガーのソロ・コンサートツアーに参加し、その後、ローリング・ストーンズのツアーに1989年から現在に至るまで参加し続けている。
2013年、バックシンガーにスポットライトを当てたドキュメンタリー映画『バックコーラスの歌姫たち』に出演した。

## ディスコグラフィ

### アルバム
- 『ソー・インテンス』 - So Intense (1991年、Elektra)

### シングル
- "On the Upside" (1983年)
- "Only Love (Shadows)" (1984年)
- "Glad to be Alive" (1990年)
- 「ハウ・キャン・アイ・イーズ・ザ・ペイン」 - "How Can I Ease the Pain" (1991年)
- "Save Me" (1991年)
- "So Intense" (1992年)
- "Colors of Love" (1993年)
- "24 Hour Woman" (2000年)